# Lago Sfundau
O Lago Sfundau é um lago localizado no município Cevio, Cantão de Ticino, na Suíça. A sua superfície é de 0,129 km².